# José Barreto Martins
José Barreto Martins (* 14. Dezember 1962 in Bobonaro, Portugiesisch-Timor) ist ein osttimoresischer Diplomat. Von 2009 bis 2013 war er Ständiger Vertreter Osttimors bei der Gemeinschaft der Portugiesischsprachigen Länder (CPLP).

## Werdegang
Barreto hat einen Abschluss in Theologie und Geisteswissenschaften und ist Professor für Grundbildung. In Perth wurde er 1997 auf einem Parteikongress zum stellvertretenden Berater des nationalen Parteigerichts der UDT gewählt.
Barreto war der erste Ständige Vertreter Osttimors bei der CPLP und der dritte bei der CPLP allgemein, nach Lauro Barbosa da Silva Moreira aus Brasilien (seit August 2006) und Apollinaris Mendes de Carvalho aus Guinea-Bissau (seit Oktober 2007). Am 7. Januar 2009 wurde Barreto von Außenminister Zacarias da Costa ernannt. Seine Akkreditierung übergab Barreto am 13. Januar 2009.
2013 wurde Barreto Martins von Antonito de Araújo abgelöst.